# Ъ́
Cette page contient des caractères spéciaux ou non latins. S’ils s’affichent mal (▯, ?, etc.), consultez la page d’aide Unicode.
Le yér accent aigu (capitale Ъ́, minuscule ъ́) est une lettre de l’alphabet cyrillique utilisée dans certaines langues lorsque l’intonation est indiquée à l’aide de l’accent aigu.

## Utilisations
Heinrich Werner (ru) l’utilise dans l’écriture du ket, par example dans le poème Аб бисебдан и’ль.

## Représentations informatiques
Le yér accent aigu peut être représenté avec les caractères Unicode suivants :
- décomposé (cyrillique, diacritiques) :

| formes    | représentations | chaînes de caractères | points de code | descriptions                                            |
| --------- | --------------- | --------------------- | -------------- | ------------------------------------------------------- |
| capitale  | Ъ́               | Ъ◌́                    | U+042A U+0301  | lettre majuscule cyrillique yér diacritique accent aigu |
| minuscule | ъ́               | ъ◌́                    | U+044A U+0301  | lettre minuscule cyrillique yér diacritique accent aigu |